# Jacupiranga (kommun)
Jacupiranga är en kommun i Brasilien.   Den ligger i delstaten São Paulo, i den södra delen av landet, 1 000 km söder om huvudstaden Brasília. Antalet invånare är 17 196.
Följande samhällen finns i Jacupiranga:
- Jacupiranga

I omgivningarna runt Jacupiranga växer i huvudsak städsegrön lövskog. Runt Jacupiranga är det glesbefolkat, med 16 invånare per kvadratkilometer.